# Huam-dong
Huam-dong là một dong, phường của Yongsan-gu ở Seoul, Hàn Quốc.

## Giáo dục
- Trường tiểu học Seoul Samkwang[4]
- Trường tiểu học Seoul Huam[5]

## Liên kết
- (tiếng Anh) Trang chính thức Yongsan-gu
- (tiếng Hàn) Trang chính thức Yongsan-gu
- (tiếng Hàn) Trang văn phòng dân cư Huam-dong Lưu trữ ngày 18 tháng 2 năm 2004 tại Wayback Machine